# Xian de Fufeng
Le xian de Fufeng (扶风县 ; pinyin : Fúfēng Xiàn) est un district administratif de la province du Shaanxi en Chine. Il est placé sous la juridiction de la ville-préfecture de Baoji.

## Démographie
La population du district était de 447 704 habitants en 1999.